# Tiersa (obwód saratowski)
Tiersa (ros. Терса) – wieś (sieło) w Rosji, w obwodzie saratowskim, w rejonie wolskim. W 2010 liczyła 2586 mieszkańców.